# 24-Stunden-Rennen von Spa-Francorchamps 1984

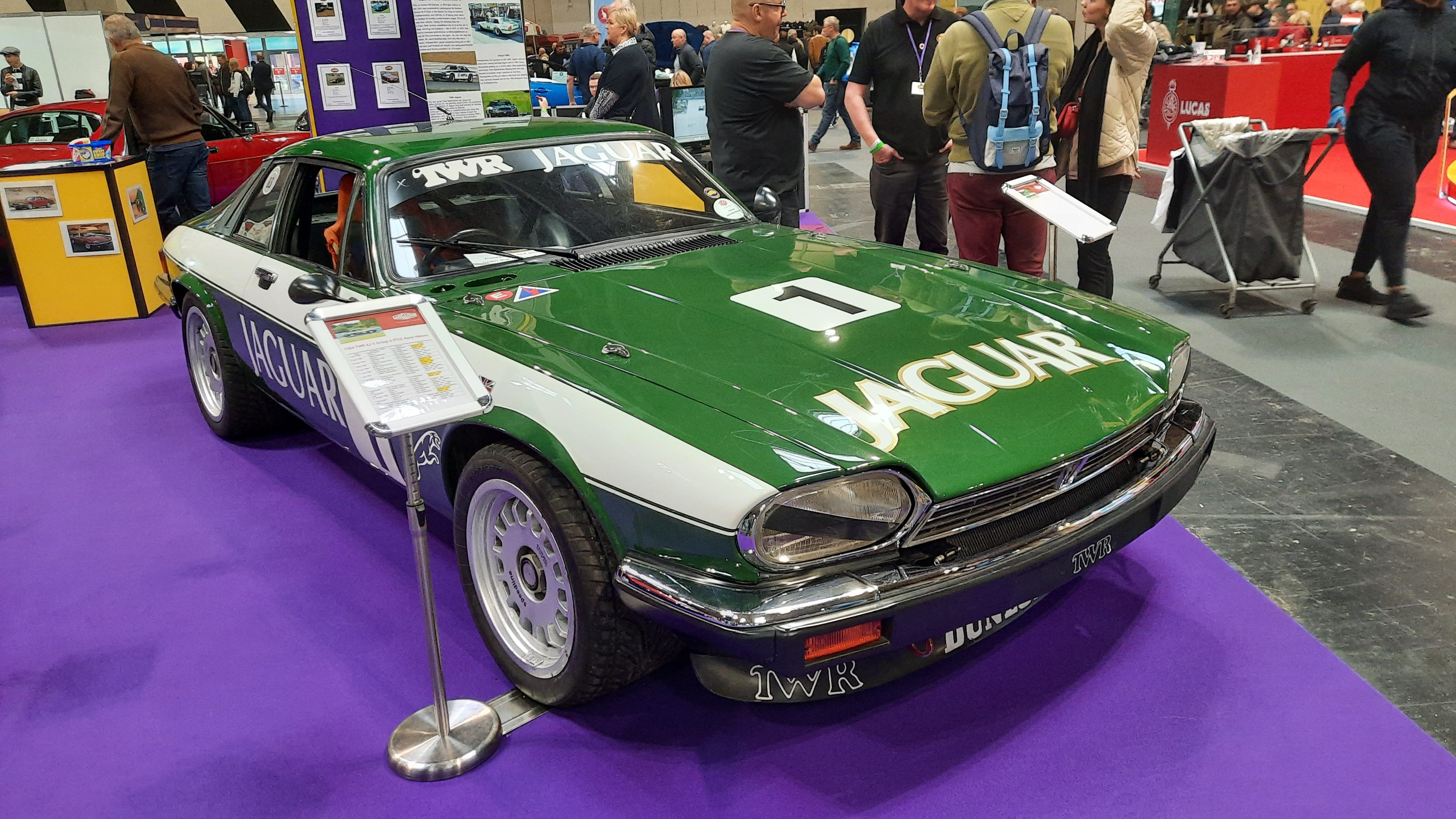
Jaguar XJ-S, Siegerwagen von Tom Walkinshaw, Hans Heyer und Win Percy

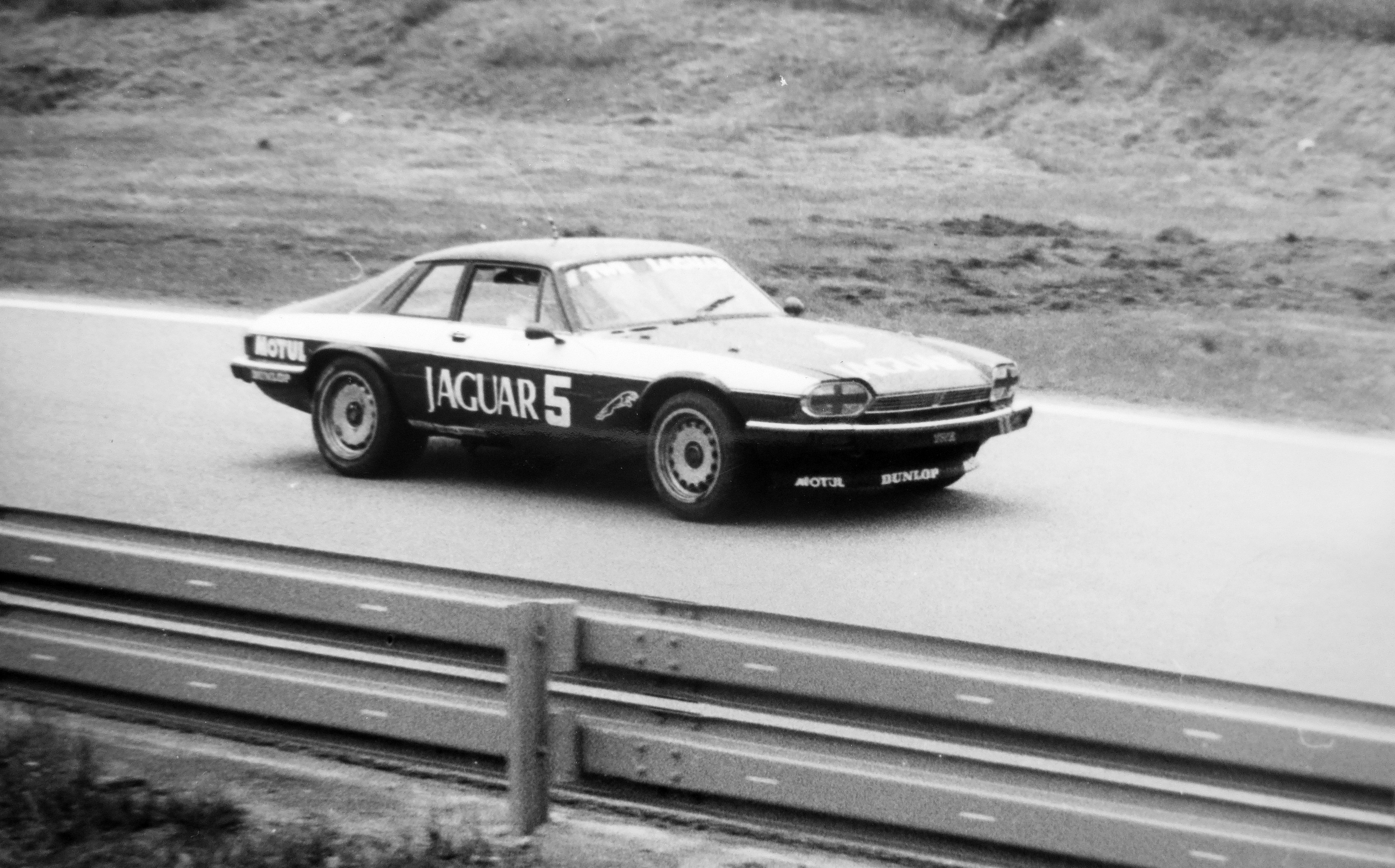
Der ausgefallene Jaguar XJ-S von Enzo Calderari, Teddy Pilette und David Sears, hier beim Großen Preis von Brünn 1984

Das 36. 24-Stunden-Rennen von Spa-Francorchamps, auch 24 Heures de Francorchamps, fand vom 28 Juli. bis 29. Juli 1984 auf dem Circuit de Spa-Francorchamps statt und war der neunte Wertungslauf der Tourenwagen-Europameisterschaft dieses Jahres.

## Das Rennen
Zum ersten Mal seit dem Debüt des 24-Stunden-Rennens 1924 gewann ein Jaguar-Rennwagenmodell die Gesamtwertung in Spa. Tom Walkinshaw, Teameigener und Rennfahrer bei TWR in Personalunion, hatte die richtigen Schlüsse aus den Ausfällen in den letzten Jahren gezogen. Die TWR-Techniker verzichteten auf eine weitere Leistungssteigerung des 5,4-Liter-V12-Motors und arbeiteten stattdessen an der Standfestigkeit der Rennwagen. Um den Aufwand vor Ort klein zu halten, melde Walkinshaw nur zwei Jaguar XJ-S: einen für sich, Hans Heyer und Win Percy sowie den zweiten für Enzo Calderari, Teddy Pilette und David Sears. Den beiden Jaguars standen die Rover Vitesse und nicht weniger als siebzehn BMW 635 CSi im Rennen um den Gesamtsieg gegenüber.
Obwohl TWR nach einem Unfall von Calderari ein Auto früh im Rennen verlor, gelang der Sieg mit dem Trio Walkinshaw/Heyer/Percy. Das Trio profitierte dabei von Defekten und Unfällen der Fahrzeuge der Konkurrenz. Im Ziel hatte es drei Runden Vorsprung auf den bestplatzierten BMW von Thierry Tassin, Alain Cudini und Dany Snobeck.

## Ergebnisse

### Schlussklassement
| 1               | Div. 3 | 12 | TWR Jaguar Racing with Motul    | Tom Walkinshaw Hans Heyer Win Percy                     | Jaguar XJ-S              | 453 |
| 2               | Div. 3 | 2  | Bastos Juma Racing Team         | Thierry Tassin Alain Cudini Dany Snobeck                | BMW 635 CSi              | 450 |
| 3               | Div. 3 | 1  | Schnitzer BMW Italia            | Hans-Joachim Stuck Dieter Quester James Weaver          | BMW 635 CSi              | 449 |
| 4               | Div. 3 | 36 | IMC Toyota                      | Gordon Spice Jean-Michel Martin Philippe Martin         | Toyota Celica Supra MA61 | 443 |
| 5               | Div. 3 | 6  | Eggenberger BMW Italia          | Siegfried Müller junior Bruno Giacomelli Umberto Grano  | BMW 635 CSi              | 442 |
| 6               | Div. 3 | 9  | Garage Du Bac Motul             | René Hollinger Fabien Giroix Jean Krucker               | BMW 635 CSi              | 440 |
| 7               | Div. 3 | 28 | Rover Gitanes                   | Marc Duez Jean-Louis Schlesser Peter Lovett             | Rover Vitesse            | 437 |
| 8               | Div. 3 | 33 | De Bokkenrijders                | Frank Sytner Valentin Simons Paul Simons                | BMW 635 CSi              | 436 |
| 9               | Div. 3 | 16 | Alain Semoulin                  | Alain Semoulin Bernard de Dryver Hervé Regout           | Ford Capri III 3.0S      | 436 |
| 10              | Div. 3 | 11 | Hartge Motorsport               | Bretislav Enge Henny Hemmes                             | BMW 635 CSi              | 434 |
| 11              | Div. 3 | 30 | Bavaria Automobiles             | Roger Dorchy Marc Sourd Philippe Haezebrouck            | BMW 635 CSi              | 431 |
| 12              | Div. 3 | 29 | Bavaria Automobiles             | Claude Ballot-Léna Gérard Bleynie René Metge            | BMW 635 CSi              | 430 |
| 13              | Div. 3 | 18 | Somati                          | Michel de Deyne Claude Bourgoignie Kurt Thiim           | BMW 635 CSi              | 425 |
| 14              | Div. 3 | 21 | GTM Engineering                 | Michel Delcourt Pierre Dieudonné Philippe Bervoets      | Volvo 240 Turbo          | 422 |
| 15              | Div. 2 | 41 | Biesse Racing Team              | Lella Lombardi Giorgio Francia Abele Tanghetti          | Alfa Romeo Alfetta GTV/6 | 420 |
| 16              | Div. 2 | 51 | Luigi Racing                    | Bernard Salam Patrick Perrier Pierre de Thoisy          | Alfa Romeo Alfetta GTV/6 | 418 |
| 17              | Div. 3 | 24 | Willy Maljean                   | Willy Maljean Jean Eggericx Alexandre Willems           | BMW 635 CSi              | 410 |
| 18              | Div. 1 | 63 | IMC Toyota                      | José Close André Hardy Emmanuel Remion                  | Toyota Corolla GT AE86   | 407 |
| 19              | Div. 1 | 61 | IMC Toyota                      | Jacques Janssens Bernard Carlier                        | Toyota Corolla GT AE86   | 405 |
| 20              | Div. 2 | 43 | Biesse Racing Team              | Dagmar Suster Pascal Witmeur Jean-Paul Libert           | Alfa Romeo Alfetta GTV/6 | 402 |
| 21              | Div. 2 | 40 | Mich Opel Tuning                | Erwin Weber Karl-Heinz Schäfer Volker Strycek           | Opel Manta               | 400 |
| 22              | Div. 1 | 65 | Team Toyota Castrol             | John Nielsen Erik Høyer Jørgen Poulsen                  | Toyota Corolla GT AE86   | 388 |
| 23              | Div. 3 | 22 | GTM Engineering                 | Patrick Nève Jean-Marie Pirnay Philippe Bervoets        | Volvo 240 Turbo          | 385 |
| 24              | Div. 1 | 62 | IMC Toyota                      | Daniel Holvoet Pierre Baert Philippe de Leener          | Toyota Corolla GT AE86   | 380 |
| Disqualifiziert |        |    |                                 |                                                         |                          |     |
| 25              | Div. 3 | 3  | Bastos Juma Racing Team         | Pierre-Alain Thibaut Jo Gartner Lucien Guitteny         | BMW 635 CSi              | 449 |
| Ausgefallen     |        |    |                                 |                                                         |                          |     |
| 26              | Div. 2 | 42 | Biesse Racing Team              | Marcello Cipriani Daniele Toffoli Massimo Siena         | Alfa Romeo Alfetta GTV/6 |     |
| 27              | Div. 2 | 58 | Belgian Audi VW Club            | Alfons Hohenester Jacques Isler Alex Guyaux             | VW Golf 1.8              |     |
| 28              | Div. 2 | 50 | Biesse Racing Team              | Francois-Xavier Boucher Marco Curti Michel Maillien     | Alfa Romeo Alfetta GTV/6 |     |
| 29              | Div. 1 | 68 | Belgian Audi VW Club            | Pierre Fermine Serge de Liedekerke Guy Katsers          | VW Golf GTI              |     |
| 30              | Div. 2 | 49 | Biesse Racing Team              | Rinaldo Drovandi Georges Cremer Guy Pirenne             | Alfa Romeo Alfetta GTV/6 |     |
| 31              | Div. 3 | 26 | Rover Gitanes                   | Eddy Joosen Jean-Pierre Jabouille Tony Pond             | Rover Vitesse            |     |
| 32              | Div. 3 | 4  | Schnitzer                       | Roberto Ravaglia Gerhard Berger Manfred Winkelhock      | BMW 635 CSi              |     |
| 33              | Div. 1 | 47 | Belgian Audi VW Club            | Franz Dubois Roger van Peteghem Dominique Schwarts      | Audi 80                  |     |
| 34              | Div. 2 | 45 | Kissling Motorsport             | Wolfgang Offermann Christoph Esser Hermann Behrens      | Opel Manta               |     |
| 35              | Div. 1 | 66 | Sachs Sporting                  | Georg Weber Friedrich-Wilhelm Stallmann Hans-Jörn Ley   | VW Golf GTI              |     |
| 36              | Div. 1 | 67 | Belgian Audi VW Club            | Philippe Ménage Guy Nève Pierre Jamin                   | VW Golf GTI              |     |
| 37              | Div. 1 | 64 | IMC Toyota                      | Claude Holvoet Freddy Fruhauf Marc Baert                | Toyota Corolla GT AE86   |     |
| 38              | Div. 2 | 52 | Luigi Racing                    | Marco Micangeli Emilio Rodriguez Zapico Luis Pérez-Sala | Alfa Romeo Alfetta GTV/6 |     |
| 39              | Div. 2 | 44 | Biesse Racing Team              | Antonio Palma Peter Oberndorfer Joe Bigliazzi           | Alfa Romeo Alfetta GTV/6 |     |
| 40              | Div. 3 | 5  | Eggenberger BMW Italia          | Helmut Kelleners Marc Surer Gianfranco Brancatelli      | BMW 635 CSi              |     |
| 41              | Div. 3 | 8  | Hartge Motorsport               | Maurizio Micangeli Zdeněk Vojtěch Jürgen Fritsche       | BMW 635 CSi              |     |
| 42              | Div. 3 | 32 | Elkron France                   | Patrick Trucco Gilles Sagne Noël Dupas                  | BMW 635 CSi              |     |
| 43              | Div. 3 | 14 | TWR Jaguar Racing with Motul    | Enzo Calderari Teddy Pilette David Sears                | Jaguar XJ-S              |     |
| 44              | Div. 2 | 54 | Dutch National Racing Team      | Hans van der Beek Loek Vermeulen Arthur van Dedem       | Mazda RX-7               |     |
| 45              | Div. 3 | 10 | Auto Budde Team                 | Ulli Richter Axel Felder Jürgen Hamelmann               | BMW 635 CSi              |     |
| 46              | Div. 1 | 60 | IMC Toyota                      | Dirk de Sterck Dirk van Rompuy Klaus Fritzinger         | Toyota Corolla GT AE86   |     |
| 47              | Div. 3 | 31 | IRS Euromotor Racing Luxembourg | Romain Feitler Jean-Jacques Feider Paul Belmondo        | Ford Mustang             |     |
| 48              | Div. 3 | 25 | Austin Rover Deutschland Nickel | Olaf Manthey Dieter Selzer Udo Schneider                | Rover Vitesse            |     |
| 49              | Div. 2 | 46 | Kissling Motorsport             | Michael Wollgarten Michael Prym Helmut Hennes           | Opel Manta               |     |
| 50              | Div. 3 | 35 | Excelsior                       | Cyril Raes François Verhaegen Raymond van Hove          | BMW 635 CSi              |     |
| 51              | Div. 1 | 71 | IRS Euromotor Racing Luxembourg | Romain Wolff Nico Demuth Charles van Stalle             | Ford Escort RS 1600i     |     |
| 52              | Div. 3 | 27 | Rover Gitanes                   | Armin Hahne Jean-Louis Schlesser Steve Soper            | Rover Vitesse            |     |
| 53              | Div. 3 | 34 | Serge Power                     | Jean-Pierre Jarier Harald Huysman Jean-Pierre Malcher   | BMW 635 CSi              |     |

### Nur in der Meldeliste
Hier finden sich Teams, Fahrer und Fahrzeuge, die ursprünglich für das Rennen gemeldet waren, aber aus den unterschiedlichsten Gründen daran nicht teilnahmen.
| Pos. | Klasse | Nr. | Team                            | Fahrer                                                       | Chassis                  |
| ---- | ------ | --- | ------------------------------- | ------------------------------------------------------------ | ------------------------ |
| 54   | Div. 3 | 11  | Würth International Racing Team | Zdeněk Vojtěch Marc Surer                                    | BMW 635 CSi              |
| 55   | Div. 3 | 15  | TWR Jaguar Racing with Motul    | Martin Brundle Enzo Calderari                                | Jaguar XJ-S              |
| 55   | Div. 3 | 17  | TL Racing AB                    | Ulf Granberg                                                 | Volvo 240 Turbo          |
| 56   | Div. 3 | 19  | TL Racing AB                    | Anders Olofsson Thomas Lindström                             | Volvo 240 Turbo          |
| 57   | Div. 3 | 20  | Ecurie Toison d’Or              | Joël Gouhier Pascal Witmeur Jean-Paul Libert                 | BMW 635 CSi              |
| 58   | Div. 3 | 23  | Danielson                       | Jean-Pierre Beltoise Jean-Pierre Malcher Jean-Louis Bousquet | Peugeot 505 Turbo        |
| 59   | Div. 2 | 48  | Bos Racing Team                 | Pierre Bos Michel Bienvault                                  | Alfa Romeo Alfetta GTV/6 |
| 60   | Div. 2 | 53  | Jean Vignon                     | J. M. Labonne-Brisson Jean-Pierre Damais Jean Vignon         | BMW 323i                 |
| 61   | Div. 2 | 55  | José Maillet                    | Jean-Louis Ravenel José Maillet Guy Deladriere               | Alfa Romeo Alfetta GTV/6 |
| 62   | Div. 1 | 69  | Belgian Audi VW Club            | Jean-Claude Probst Thierry van Dalen CH. Lambot              | VW Golf GTi              |
| 63   | Div. 1 | 70  | Autosas Stylauto Ford           | Roberto Roti Vittorio Ciardi                                 | Ford Escort 1600i        |
| 64   | Div. 1 | 72  | Belgian Audi VW Club            | Edgar Dören Francis Lacroix Marc Vensterman                  | VW Golf GTi              |

### Klassensieger
| Klasse | Fahrer         | Fahrer          | Fahrer          | Fahrzeug                 | Platzierung im Gesamtklassement |
| ------ | -------------- | --------------- | --------------- | ------------------------ | ------------------------------- |
| Div. 3 | Tom Walkinshaw | Hans Heyer      | Win Percy       | Jaguar XJ-S              | Gesamtsieg                      |
| Div. 2 | Lella Lombardi | Giorgio Francia | Abele Tanghetti | Alfa Romeo Alfetta GTV/6 | Rang 15                         |
| Div. 1 | José Close     | André Hardy     | Emmanuel Remion | Toyota Corolla GT AE86   | Rang 18                         |

### Renndaten
- Gemeldet: 64
- Gestartet: 53
- Gewertet: 24
- Rennklassen: 3
- Zuschauer: 65.000
- Wetter am Renntag: Regen und Nebel in der Nacht
- Streckenlänge: 6,939 km
- Fahrzeit des Siegerteams: 24:00:47,060 Stunden
- Gesamtrunden des Siegerteams: 453
- Gesamtdistanz des Siegerteams: 3143,367 km
- Siegerschnitt: 131,091 km/h
- Pole Position: Win Percy – Jaguar XJ-S (#12) – 2:41,750
- Schnellste Rennrunde: Umberto Grano – BMW 635 CSi (#6) – 2:47,800 = 148,289 km/h
- Rennserie: 9. Lauf zur Tourenwagen-Europameisterschaft 1984